# パンチドランク・ラブ (漫画)
『パンチドランクラブ』（PUNCH DRUNK LOVE）は、新条るるによる日本の4コマ漫画作品。成年向け漫画雑誌の『漫画ばんがいち』（コアマガジン）で連載されていた。まんがの森で携帯電話向けにも配信されていた。略称はパンドラ。

## 概要
エロギャグ漫画である。青年の織戸有馬が、海岸にて人魚のユナを偶然釣り上げてしまうことから始まる。成り行きでユナは有馬に引き取られ、居候することになる。舞台は千葉県勝浦市辺りと群馬県が混ざった田舎という設定。

## 登場人物
ユナイマタ
人魚。愛称はユナ。声を発することができないため、有馬にユナイマタ伝説をもとに名前をつけられる。年齢不明だが、有馬が時計を見たら3時17分だったので誕生日は3月17日にされた（うお座）。もとが魚なのでバカである。しかし人語を理解し、教えたことは1回で覚えるという賢さがある。居候を始めてからどんどん変な知恵を身につけてゆく。絵を描くのがとても上手。天真爛漫で素直な性格。水をかぶると足が魚になる。お湯をかけたり乾燥させると人の足になる。なにかと裸になってしまう。昔、網にひっかかっていたところを有馬に助けられ、恩返しに戻ってきた。有馬に惚れている。だが実は助けたのは顔がそっくりの姫子の方であった。人魚の時の足はウロコがなく、感触はナスかスイカのようである。海の世界にいた時の記憶はない。耳の後ろに羽があるが実はエラである。しょっちゅう下ネタを炸裂させる。普段着はTシャツにトランクス。またはワンピース姿。ブラは嫌い。焼肉に目がない。ネコが天敵。ジュゴンと呼ばれるととても怒る。好き者。あいうえおボードを使って話す。謎の超能力があり魚を気絶させる。髪留めも謎であり、指は通さずクシは通る。外せないので髪の先端がわからない。寒さに強すぎる。酒豪。胸の大きさは自分で変えられ、最大はIカップ。身長151cm、体重49kg。B90・W62・H90。
織戸 有馬（おりと ゆうま）
クールな青年。頭が良く勉強好きで理屈屋。運動は苦手。恋愛に関心はないが、Hなことには関心がある。表面には出さないが人情家。動物好き。大学の夏休みでばあちゃんちに来ている。なんだかんだ言いながらもユナの面倒をよく見ている。合コンで好みのタイプを聞かれた時は「無口な女」、「不思議ちゃん」と答えた。身長179cm、体重68kg。8月16日生まれのO型。
織戸 姫子（おりと ひめこ）
有馬の双子の妹。愛称はヒメ。料理と運動が得意。勉強は苦手。姉御肌だがブラコンである。そのためユナには嫉妬することもあるが、実の妹のように可愛がっており、とても面倒見が良い。有馬のことはアニキと呼ぶ。有馬に「裸という漢字1文字が書いてあるエプロン」をプレゼントされ、着用している。俊と付き合ったことがあるが友人止まりであった。下ネタには耐性がない。実家の居酒屋の手伝いをしている。酒は弱い。身長169cm、体重58kg。B85・W62・H89。
トメ
有馬たちの祖母。マイペースだが貫禄があり、ユナの正体を見抜いた。ユナに対して理解がある。普段は畑仕事をしている。
天馬（てんま）
織戸家の飼い犬。雑種でメス。有馬が子供の時に拾った。はなわヘアー（ベッカムヘアー）。
駐在さん
有馬の知り合い。序盤にユナを保護した。
椎名 俊（しいな しゅん）
有馬たちの高校在学時の先輩。体育祭で女装した有馬を好きになる（顔は同じなのになぜかヒメではない）。現在は東京のアパートで有馬と同居している。イケメンでホモセクシャル。女言葉を使う。芸術関係の人。本人によると有馬への想いはアガペー。ユナのことは「色気のない子供」と言った。
ユナイマトリョーシカ
ユナ顔のマトリョーシカ人形。
コユナ
ユナそっくりの顔をした魚。フライとなってしまった。